# 小松島ステーションパーク

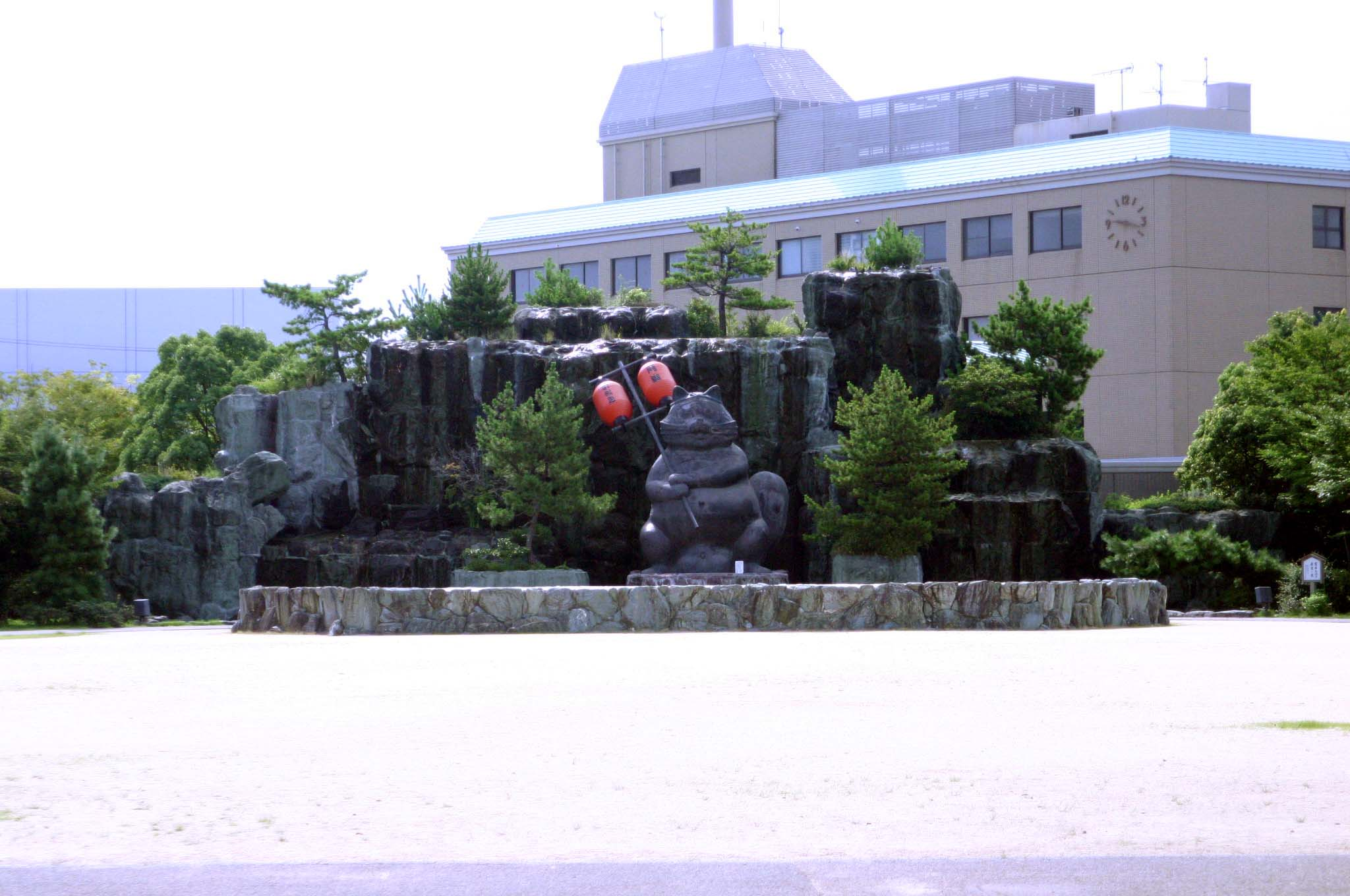
狸ひろばにあるモニュメント

小松島ステーションパーク（こまつしまステーションパーク）は、徳島県小松島市小松島町の小松島駅跡地に位置する公園である。

## 概要
日本で一番短い国鉄路線であった小松島線の駅跡地に作られた公園である。
小松島市都市整備課が管理している。
平成６年度手づくり郷土賞（ふるさとの文化を育む街角の広場）受賞。

### 狸ひろば
大小たくさんのタヌキの像がある。
徳島には様々なタヌキの民話が残っているが、その中も特に有名なタヌキの大将「金長たぬき」は小松島にあったものとされており、当ひろばのテーマになっている（徳島のタヌキの民話は、映画『阿波のタヌキ合戦』や、スタジオジブリのアニメ映画『平成狸合戦ぽんぽこ』などのモチーフにもなっており、後者には「金長たぬき」も登場する）。
- 金長たぬき希望の滝
  - タヌキの銅像としては世界で最も大きい。像の前に立ち手を叩くと、音に反応して滝が流れる仕組みになっている。小松島が民話『阿波狸合戦』の舞台であることにちなみ、ふるさと創生事業の交付金でつくられた。
- 多目的広場
  - 土の運動場となっている。祭事等が行われるほか、グラウンド・ゴルフ場としても利用されている。
- 野外ステージ

### SL記念ひろば
- 野外ステージ

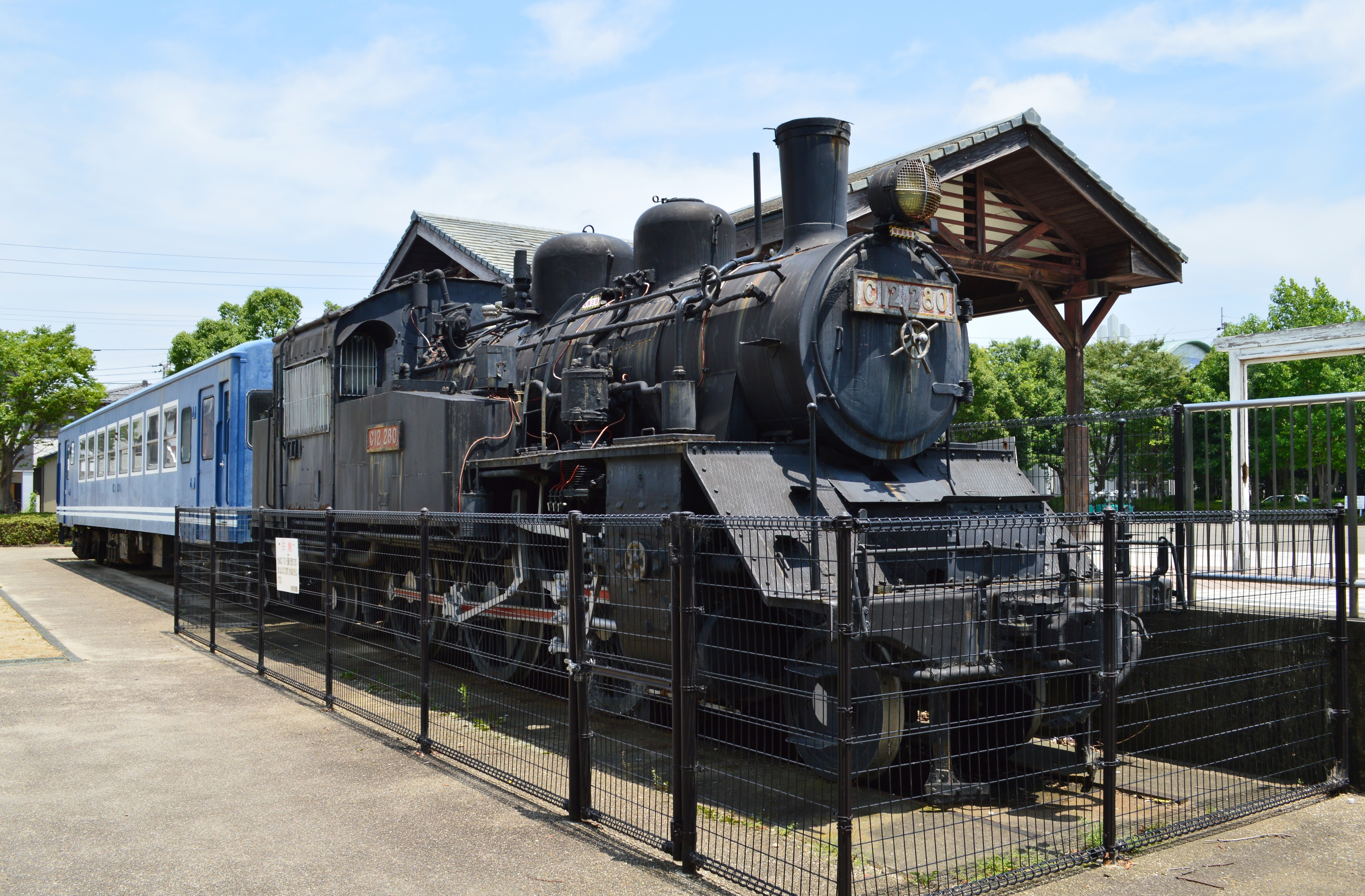
C12形蒸気機関車280号機

  - 開業当時の駅舎が再現されており、C12形蒸気機関車 (C12 280) およびオハフ50形客車が展示されている。
- SL記念広場
  - 狸ひろばにある多目的広場とは対照的に、舗装された運動場がひろがる。イベントに使用されるほか、バドミントンや一輪車等の遊び場としても利用されている。
  - 2008年7月19日より毎週土曜日にヨルイチが開催されている。

### その他
- 記念碑広場
- 物産広場
- わんぱくコーナー
  - 蒸気機関車の形をした遊具がある。
- 生涯学習センター市立図書館

## 交通
- 徳島バス ステーションパーク前バス停下車、徒歩3分。
- JR牟岐線南小松島駅から徒歩で10分。

## 近隣
公園の近隣には「金長たぬき」を奉った金長神社があるほか、「金長たぬき」にちなんだ土産物として「金長饅頭」も販売されている。